# Млинський (доплив Тур'ї)
Млинський — струмок (річка) в Україні у Перечинському районі Закарпатської області. Ліва притока річки Тур'ї (басейн Дунаю).

## Опис
Довжина струмка приблизно 7,65 км, найкоротша відстань між витоком і гирлом — 5,81  км, коефіцієнт звивистості річки — 1,12 . Формується багатьма струмками та загатами.

## Розташування
Бере початок на північних схилах гори Плішка (992,0 м). Тече переважно на північний захід через ліс Бахорякта село Порошково і впадає у річку Тур'ю, ліву притоку річки Уж.

## Цікаві факти
- У пригирловій частині струмок перетинає автошлях Т 0712[2] (автомобільний шлях територіального значення у Закарпатській області. Пролягає територією Перечинського та Свалявського районів через Перечин — Сваляву. Загальна довжина — 52,1 км.).
- У XX столітті струмок перетинає газопровід Уренго-Помари-Ужгород[1].